# Cronologia do Brasil durante a Segunda Guerra Mundial
Esta é uma cronologia do Brasil durante a Segunda Guerra Mundial.

## 1939
- 2 de setembro: O Governo brasileiro declara sua neutralidade em relação ao conflito.

## 1940
- 11 de junho: O Brasil, neutro, encarrega-se dos interesses italianos na Grã-Bretanha e colônias.
- 11 de outubro: Os britânicos apreendem no porto de Gibraltar o navio mercante brasileiro Siqueira Campos, sob o pretexto de ter a bordo, não coberto por certificado de navegação, mercadorias de procedência alemã.
- 27 de novembro: Autoridades navais britânicas retiram de bordo do navio mercante brasileiro Buarque, alegando tratar-se de contrabando de guerra, 38 caixas e 32 fardos.
- 1 de dezembro: Navio mercante britânico armado (cruzador auxiliar) detém o navio mercante brasileiro Itapé e retira de bordo 22 passageiros de nacionalidade alemã.
- 3 de dezembro: O Governo brasileiro protesta contra o episódio do Itapé.
- 7 de dezembro: O Governo brasileiro protesta junto ao Governo britânico contra a apreensão do Buarque.
- 30 de dezembro: O Governo britânico libera o Buarque, pondo fim satisfatoriamente ao incidente.

## 1941
- 18 de janeiro: O navio mercante francês Mendoza é capturado em águas da zona de segurança, em frente ao litoral brasileiro, por um cruzador auxiliar britânico.
- 20 de janeiro: As aviações da Marinha e do Exército são reunidas em um comando único, a nascente Força Aérea Brasileira (FAB), sob a égide do recém-criado Ministério da Aeronáutica.
- 22 de janeiro: Protesto do Governo brasileiro contra a apreensão do Mendoza.
- 11 de março: O Presidente Roosevelt, dos Estados Unidos, aprova o Lend-Lease Act (Lei de Empréstimos e Arrendamento), instrumento pelo qual os Estados Unidos poderão fornecer ajuda econômica e Material aos países em guerra com a Alemanha.
- 22 de março: O navio mercante brasileiro Taubaté é atacado por um avião da Luftwaffe no Mediterrâneo. O Brasil tem seu primeiro morto na guerra, o conferente do navio José Francisco Fraga. Outros 13 tripulantes ficam feridos.
- 13 de junho: Um submarino alemão para, a tiros de canhão, o navio mercante brasileiro Siqueira Campos, e só o libera após vistoriá-lo e fotografar documentos de bordo.
- 15 de junho: A Força Tarefa 3 (comandada pelo Contra-Almirante Jonas H. Ingram) começa a patrulhar as operações dos portos de Recife e Salvador; a Força consiste de quatro cruzadores levesclasse Omaha e cinco destróieres.
- 18 de agosto: O Presidente Roosevelt anuncia que os EUA estão transportando aviões de combate para o norte da África via Brasil.
- 24 de novembro: O Governo norte-americano anuncia a ocupação da Guiana Holandesa, através de um acordo com os Países Baixos e com o Brasil.
- 10 de dezembro: Catalinas do Esquadrão VP-52), suportados pelos tênders USS Greene (AVD-13) e USS Thrush (AVP-3), começam as patrulhas anti-submarino no Atlântico Sul, desde Natal (RN), inaugurando assim as operações em águas brasileiras.

## 1942
- 14 de janeiro: Começa no Rio de Janeiro, a Terceira Reunião de Consulta dos Chanceleres das Repúblicas Americanas, convocada para assegurar uma resolução unânime e garantida de que as Repúblicas Americanas romperiam relações com as potências do Eixo.
- 28 de janeiro: O Governo Brasileiro atende a resolução nº 15 da Segunda Reunião de Consulta dos Chanceleres das Repúblicas Americanas e rompe relações diplomáticas com os países do Eixo (Alemanha, Itália e Japão).[1]
- 16 de fevereiro: O navio mercante brasileiro Buarque é torpedeado e afundado pelo submarino alemão U-432 nas proximidades de Norfolk, nos Estados Unidos, matando um passageiro.[2]
- 18 de fevereiro: O navio a vapor Olinda é afundado a tiros de canhão pelo submarino alemão U-432 ao largo da costa do Estado de Virgínia, nos Estados Unidos.
- 25 de fevereiro: O vapor Cabedello desaparece no Atlântico, com 54 tripulantes a bordo, provavelmente torpedeado pelo submarino italiano Da Vinci.
- 7 de março: O navio mercante brasileiro Arabutan é torpedeado e afundado pelo submarino alemão U-155 ao largo da costa da Carolina do Norte, nos Estados Unidos. O enfermeiro de bordo morre.
- 8 de março: O navio cargueiro e de passageiros Cayrú é torpedeado e afundado pelo submarino alemão U-94 a costa dos Estados Unidos, causando a morte de 53 pessoas.
- 11 de março: O presidente Getúlio Vargas decreta o confisco de bens de imigrantes alemães e italianos no país.
- 7 de abril: A primeira divisão da VP-83 chega a Natal (RN).
- 11 de abril: A primeira divisão da VP-83 inicia suas atividades de busca e patrulha no Atlântico Sul.
- 15 de abril: Instalado um destacamento do exército em Fernando de Noronha.
- 20 de abril: São descobertas no Rio de Janeiro as centrais de rádio da espionagem nazista. Elas estavam equipadas com modernos equipamentos alemães, e tinham a função de reportar o que estava acontecendo, bem como as posições dos navios em rota de abastecimento para o Norte da África.
- 1 de maio: Torpedeado e afundado o navio mercante brasileiro Parnahyba pelo submarino alemão U-162 próximo à ilha de Trinidad e Tobago.[2]
- 18 de maio: Torpedeado e canhoneado o navio mercante brasileiro Comandante Lira pelo submarino italiano Barbarigo ao largo de Natal. O navio incendeia-se, porém não afunda, e é rebocado até Fortaleza. Primeiro ataque a um navio brasileiro em águas brasileiras.
- 22 de maio: Um B-25 Mitchell da FEB operando na Base Aérea de Fortaleza estava em patrulha próximo à costa onde o navio Comandante Lira havia sido torpedeado dias antes pelo submarino Barbarigo. Às 14:00, a tripulação do B-25, comandado pelos Capitães Parreiras Horta e Oswaldo Pamplona encontrou um submarino na superfície, que imediatamente começou a atirar no avião com metralhadoras. Como o Brasil era neutro, até então, as regras de combate só poderiam ser usadas se o inimigo atacasse primeiro. A tripulação do B-25 lançou cargas de profundidade que caíram próximo ao U-Boot, mas não o danificaram. A Comissão Mista de Defesa é instituída pelo Brasil e pelos Estados Unidos.
- 24 de maio: Torpedeado e afundado o navio mercante brasileiro Gonçalves Dias pelo submarino alemão U-502, ao sul do Haiti, no Mar das Caraíbas, matando seis tripulantes.
- 1 de junho: O navio brasileiro Alegrete é torpedeado pelo submarino alemão U-156 e afunda entre as ilhas de Santa Lúcia e São Vicente.[2]
- 5 de junho: Torpedeado o navio brasileiro Paracury pelo submarino alemão U-159.[2]
- 26 de junho: O navio mercante brasileiro Pedrinhas é torpedeado e afundado pelo submarino alemão U-203 na costa de Porto Rico.[2]
- 26 de junho: O navio mercante brasileiro Tamandaré é torpedeado e afundado pelo submarino alemão U-66, causando a morte de quatro tripulantes.
- 28 de julho: Os navios brasileiros Barbacena e Piave são torpedeados, com uma diferença de horas, pelo submarino alemão U-155 e afundam próximo a Port of Spain (Trinidad e Tobago), provocando sete mortes (seis no primeiro, e uma no segundo).[2]
- 15 de agosto: Inicia-se uma ofensiva naval do Eixo na costa brasileira, levada a cabo pelo submarino alemão U-507.
- 16 de agosto: Torpedeados os navios brasileiros Baependy e Araraquara pelo submarino alemão U-507, a apenas 20 milhas da costa de Sergipe. Morrem 270 pessoas no primeiro e 131, no segundo.[2]
- 16 de agosto: Torpedeado o navio brasileiro Annibal Benévolo pelo submarino alemão U-507 a 7 milhas da costa de Sergipe. O ataque deixa um saldo de 150 mortos.[2]
- 17 de agosto: Torpedeados os navios brasileiros Itagiba e  Arará pelo submarino alemão U-507, na costa da Bahia, 30 milhas ao sul de Salvador. O segundo havia fundeado para recolher os náufragos do primeiro. No total, 56 pessoas perdem a vida.[2]
- 19 de agosto: Torpedeada a barcaça Jacira pelo U-507, ao largo de Ilhéus, Bahia.[2]
- 22 de agosto: Após os ataques da semana anterior, os quais causaram a morte de 607 pessoas, o Brasil declara guerra à Alemanha Nazi e à Itália.
- 24 de agosto: A rádio Berlim transmite para o Brasil, negando o estado de guerra entre os dois países.
- 26 de agosto: Um avião da Força Aérea Brasileira ataca e danifica um U-Boot próximo da cidade de Araranguá, no estado de Santa Catarina.
- 28 de agosto: Um avião da Força Aérea Brasileira ataca um U-Boot próximo a cidade de Iguape no estado de São Paulo, sem causar danos.
- 31 de agosto: O Governo brasileiro, através do Decreto-Lei nº 10.358, formaliza o estado de guerra para todo o Brasil.
- 24 de setembro: o Brasil recebe dois navios caça-submarinos, o Guaporé e o Gurupi, apelidados de "caça-ferros".
- 28 de setembro: Torpedeados os navios brasileiros Osório e Lajes por um mesmo submarino alemão, o U-514. Oito tripulantes morrem no total.[2]
- 29 de setembro: Torpedeado o navio brasileiro Antonico pelo submarino alemão U-516 na costa da Guiana Francesa.
- 3 de novembro: Torpedeado o navio brasileiro Porto Alegre pelo submarino alemão U-504 ao largo de Port Elizabeth, África do Sul.[2]
- 22 de novembro: Torpeadeado o navio brasileiro Apalóide pelo submarino alemão U-163.[2]

## 1943

Chegada do dirigível americano para o patrulhamento do Atlântico (1943).

- 9 de janeiro: O Brasil declara sua adesão à Organização das Nações Unidas e à Carta do Atlântico.
- 13 de janeiro: O U-507 é afundado no litoral do Ceará por uma patrulha aérea norte-americana vinda de Natal. Não houve sobreviventes dentre os 54 tripulantes do submarino.
- 16 de janeiro: A Ala Aérea 16 dos Estados Unidos foi designada para operar nas bases brasileiras.
- 29 de janeiro: Conferência do Potengi: Os presidentes Getúlio Vargas do Brasil e Franklin D. Roosevelt dos Estados Unidos reúnem-se em Natal, Rio Grande do Norte, para efetivarem a participação do Brasil na guerra através de uma Força Expedicionária.
- 9 de fevereiro: Preso na cidade do Rio de Janeiro, um dos chefes da espionagem nazista no Brasil, Albrecht Gustav Engels.
- 14 de fevereiro: A tripulação de Walter Newmayer de Recife (PE) ataca um U-Boot e provavelmente o danifica levemente.
- 18 de fevereiro: Torpedeado o navio Brasilóide pelo submarino alemão U-518 próximo ao farol de Garcia d'Avila, na costa da Bahia. Não houve vítimas fatais.[2]
- 19 de fevereiro: A tripulação de Aquino atacou um submarino mas não houve registro de danos.
- 2 de março: Torpedeado o navio de passageiros Affonso Pena pelo submarino italiano Barbarigo no litoral da Bahia, na região dos Abrolhos. Morrem 33 tripulantes e 92 passageiros.
- 11 de março: O Chefe da Missão Naval Americana, Contra-Almirante Beauregard, envia ao Ministro da Aeronáutica, Salgado Filho, memorando sobre a participação da FAB na guerra.
- 15 de março: Getúlio Vargas, presidente da República, aprova o envio de tropas brasileiras para combater na Europa. A Força Expedicionária Brasileira é criada.
- 17 de março: O navio caça-submarino brasileiro Jaguaribe, em serviço de comboio, ataca e afunda um submarino alemão.
- 26 de março: É estabelecida a Base de Operação Naval em Belém (PA).
- 27 de março: São estabelecidas a Base Aérea Naval de Natal (RN) e as Bases de Operação Naval de Vitória (ES), Florianópolis (SC), Fortaleza (CE), Maceió (AL), Recife (PE), Rio Grande (RS), Santos (SP) e São Luís(MA).
- 31 de março: Manchete do jornal The New York Times informa decisão do Brasil de enviar tropas para a Europa.
- 29 de junho: O ex-embaixador alemão no Brasil, Kurt Preuffer, e outros alemães são sentenciados à prisão por espionagem nazista no Rio de Janeiro.[3]
- 1 de julho: Torpedeado o navio brasileiro Tutóia pelo submarino alemão U-513 ao largo de Iguape, no litoral sul do estado de São Paulo, causando a morte de 7 tripulantes.[2]
- 4 de julho: Torpedeado o navio brasileiro Pelotaslóide pelo submarino alemão U-590 na costa norte da Bahia.[2]
- 22 de julho: Afundado a tiros de canhão, ao largo de Cabo Frio, o barco pesqueiro brasileiro Shangri-lá pelo submarino alemão U-199, causando a morte de seus 10 tripulantes.[2]
- 31 de julho: O submarino alemão U-199 é afundado por um hidroavião PBY Catalina, pilotado pelo brasileiro Alberto Martins Torres.[4]
- 1 de agosto: Torpedeado o navio brasileiro Bagé pelo submarino alemão U-185 ao largo da costa de Sergipe.[2] Salvam-se 87 dos 107 tripulantes e 19 dos 27 passageiros.
- 26 de setembro: Torpedeado o navio brasileiro Itapagé, da Companhia Nacional de Navegação Costeira, pelo submarino alemão U-161 próximo à costa de Alagoas, em pleno dia. Morrem 18 tripulantes e 4 passageiros.[2]
- 28 de setembro: Torpedeado o barco brasileiro Cisne Branco por um submarino não identificado na costa do Ceará.
- 23 de outubro: Torpedeado o navio brasileiro Campos pelo submarino alemão U-170 ao sul do arquipélago de Alcatrazes, próximo à cidade de Santos, no estado de São Paulo.[2] Morrem 10 tripulantes e 2 passageiros.
- 19 de dezembro: A missão de vanguarda de oficiais brasileiros chega a Nápoles, na Itália.

## 1944
- 1 de fevereiro: O General Osvaldo Cordeiro de Farias assume o comando da Artilharia Divisionária.
- 16 de fevereiro: O jornal The New York Times anuncia o afundamento de 18 submarinos do Eixo, em águas brasileiras, por forças aeronavais brasileiras e norte-americanas.
- 25 de fevereiro: Troca de prisioneiros brasileiros, entre os quais o Embaixador na França, Luís Martins de Sousa Dantas, internados no campo de concentração de Godensberg, na Alemanha, por prisioneiros alemães no Brasil, tendo agido como intermediários os Embaixadores da Espanha e Portugal.
- 9 de março: É estabelecida a Base Aérea Naval (dirigíveis) de Santa Cruz, Rio de Janeiro.
- 13 de março: Segue para os Estados Unidos mais um grupo de aviadores brasileiros para estágio de treinamento. Aprovados pelo Presidente da República os Decretos-Lei nº 6.224 e 6.225, de 24 de janeiro, que instituíram o imposto sobre lucros extraordinários e a junta de ajuste desses lucros.
- 2 de junho: O município de Barreiros é renomeado para Bayeux, em homenagem à primeira cidade francesa (de mesmo nome) a ser libertada do poder nazista pelos aliados.[5]
- 16 de junho: Os Oficiais da FEB chegam a Nápoles.
- 19 de julho: A bandeira brasileira é hasteada no Monte Prano.
- 2 de julho: O 1º Escalão da FEB, o primeiro contingente da FEB, parte do Rio de Janeiro.
- 16 de julho: O 1º Escalão da FEB chega a Nápoles.
- 20 de julho: Torpedeado o navio brasileiro Vital de Oliveira pelo submarino alemão U-861 na altura do farol de São Tomé, no estado do Rio de Janeiro.[2]
- 5 de agosto: O 1° escalão da FEB é incorporado ao 5° Exército dos Estados Unidos.
- 16 de setembro: A FEB ocupa Massarosa, Monte Canunale e Il Monte.
- 22 de setembro: O 2° e 3° escalões da FEB partem do Rio de Janeiro.
- 24 de setembro: O General Eurico Dutra desembarca em Nápoles para uma visita à FEB e ao comando do 5° Exército.
- 11 de outubro: A FEB conquista Barga.
- 30 de outubro: A FEB conquista Lama di Sotto, Lama di Sopra, Pradescello, Pian de los Rios, Collo e San Chirico.
- 23 de novembro: O 4° escalão da FEB parte do Rio de Janeiro.
- 4 de dezembro: A Força Aérea Brasileira desloca-se para Pisa, Itália.
- 7 de dezembro: O 4° escalão da FEB chega a Nápoles.

## 1945
- 8 de fevereiro: Reunião do IV Corpo de Exército em Lucca para a exposição do Plano Encore e apresentação à FEB da 10ª Divisão de Montanha norte-americana. O 5º Escalão da FEB parte do Rio de Janeiro a bordo do General Meiggs. Eram 5 mil 128 homens, sendo 247 oficiais, 4 mil 835 praças e 46 diversos.
- 20 de fevereiro: Os aviões da FAB arrasam a resistência alemã em Mazzancana.
- 21 de fevereiro: A FEB conquista o Monte Castelo. (quinto ataque).
- 22 de fevereiro: Chega a Nápoles o 5º Escalão da FEB.
- 5 de março: A FEB toma Castelnuovo.
- 30 de março: O Brasil estabelece relações diplomáticas com a União Soviética.
- 14 de abril: A FEB toma Montese.
- 21 de abril: A FEB conquista Zocca e Monalto.
- 25 de abril: Início da Conferência de São Francisco, com a presença de 50 países. O Embaixador Leão Veloso é o chefe da delegação brasileira.
- 28 de abril: A FEB ocupa Collecchio.
- 29 de abril: Os parlamentares da 148ª D.I. Alemã se apresentam ao Comando da FEB, em Ponte Scodogna. Durante todo o dia prosseguiu a rendição da tropa, acompanhada de copioso material bélico. O Brasil fez 14 mil 779 prisioneiros, além de 4 mil cavalos, mais de 1 mil 500 viaturas, 80 canhões de diversos calibres, grande quantidade de munição etc.
- 1 de maio: A FEB ocupa Turim.
- 30 de maio: O 1º RI desfila em Piacenza, sob o comando do Coronel Caiado de Castro.
- 4 de junho: Após ser atingido por uma mina marinha, o cruzador Bahia afunda em consequência de uma explosão a bordo no Atlântico.[6]
- 6 de junho: Aprovado o preâmbulo da Carta de São Francisco. O Brasil declara guerra ao Japão.
- 6 de julho: O 1º Escalão da FEB parte de Nápoles para o Brasil.
- 11 de julho: O General Mascarenhas de Moraes chega ao Rio de Janeiro.
- 16 de julho: Generais norte-americanos Mark W. Clark e Willis D. Crittenberger chegam ao Rio de Janeiro.
- 18 de julho: O 1º Escalão da FEB desembarca no Rio de Janeiro.

## 1946
- 1 de janeiro: A Força Expedicionária Brasileira (FEB) é extinta.